# 裏打ち
裏打ち（うらうち）とは、掛軸や額装において本紙の裏面に紙などを貼り付ける表装技術。和装本や洋装本の修理にも用いられる。

## 表装技術
水彩画・水墨画・書など掛軸や額装において、裏側にさらに紙や布などを張り、水分と乾燥による起伏をなくしたり丈夫にすること。
書を掛軸にする場合などで行われる工程のひとつ。本紙（書画が書かれた紙）より大きめの湿らせた和紙に本紙を重ね、霧吹きや刷毛でシワを取り除き、別の裏打ち用の和紙にのりを塗り裏返した本紙に重ねて貼り付け、最初の和紙を取り除く一連の作業を指す。
小学校の書道などで児童の作品を裏打ちする場合は、簡易的な市販の裏打専用紙が用いられ、霧吹きで半紙を湿らせてアイロンで貼り付ける。

## 資料修理
和装本や洋装本など紙資料の修理にも用いられる。ただし、補修した部分が厚くなり硬くなる欠点もある。
裏打ち紙に糊をつけて貼る方法を投げ打ち、本紙に糊をつけて貼る方法を直打ちという。直打ちは本紙を傷めるおそれが高いため一枚物の地図など限定的に用いられる。